# Taça de Portugal 1966-1967
La Taça de Portugal 1966-1967 fu la 27ª edizione della Coppa di Portogallo. Il Vitória Setúbal (finalista perdente dell'edizione precedente) vinse la seconda coppa nazionale della sua storia battendo in finale l'Académica 3-2 dopo i supplementari.
La squadra campione in carica era il Braga.

## Squadre partecipanti
In questa edizione erano presenti tutte le squadre di Primeira Divisão e di Segunda Divisão e i campioni delle Azzorre, di Madera, di Angola e di Guinea portoghese i quali andarono direttamente al terzo turno.

### Primeira Divisão

#### 14 squadre
| - Académica - Atlético CP - Beira-Mar - Belenenses - Benfica | - Braga - CUF Barreiro - Leixões - Porto - Sanjoanense | - Sporting Lisbona - Varzim - Vitória Guimarães - Vitória Setúbal |

### Segunda Divisão

#### 28 squadre
| - Académico de Viseu - Alhandra - Almada - Barreirense - Cova da Piedade - Covilhã - Espinho | - Famalicão - Leça - Leões Santarém - Lusitano - Luso - Montijo - Olhanense | - Oliveirense - Oriental Lisbona - Ovarense - Penafiel - Peniche - Portimonense - Salgueiros | - Seixal - Sintrense - Tirsense - Torreense - Torres Novas - União de Lamas - União de Tomar |

### Altre partecipanti
- Marítimo (campione di Madera)
- Angrense (campione delle Azzorre)
- Aviação (campione di Angola)
- Ténis Bissau (campione della Guinea portoghese)

## Primo turno
|                  | Risultato |                    | Andata | Ritorno | Spareggio |  |
| ---------------- | --------- | ------------------ | ------ | ------- | --------- |  |
| União de Lamas   | 1 - 3     | Peniche            | 0 - 1  | 1 - 2   |           |  |
| Torreense        | 4 - 6     | Montijo            | 3 - 1  | 1 - 5   |           |  |
| Sporting Lisbona | 1 - 2     | Porto              | 1 - 1  | 0 - 1   |           |  |
| Espinho          | 1 - 8     | Braga              | 1 - 1  | 0 - 7   |           |  |
| Covilhã          | 1 - 2     | Penafiel           | 0 - 0  | 1 - 2   |           |  |
| Sintrense        | 2 - 2     | Luso               | 1 - 0  | 1 - 2   | 1 - 0     |  |
| Seixal           | 2 - 5     | Académico de Viseu | 1 - 1  | 1 - 4   |           |  |
| Portimonense     | 1 - 11    | Vitória Guimarães  | 0 - 3  | 1 - 8   |           |  |
| Salgueiros       | 0 - 4     | Varzim             | 0 - 0  | 0 - 4   |           |  |
| Ovarense         | 0 - 9     | Benfica            | 0 - 6  | 0 - 3   |           |  |
| Oliveirense      | 4 - 6     | Académica          | 4 - 3  | 0 - 3   |           |  |
| Olhanense        | 2 - 2     | Sanjoanense        | 2 - 2  | 0 - 0   | 2 - 3     |  |
| Leões Santarém   | 2 - 4     | Leça               | 2 - 1  | 0 - 3   |           |  |
| Leixões          | 10 - 2    | Torres Novas       | 3 - 2  | 7 - 0   |           |  |
| Barreirense      | 3 - 6     | Vitória Setúbal    | 2 - 2  | 1 - 4   |           |  |
| Famalicão        | 1 - 6     | Atlético CP        | 1 - 0  | 0 - 6   |           |  |
| CUF Barreiro     | 8 - 1     | União de Tomar     | 5 - 0  | 3 - 1   |           |  |
| Cova da Piedade  | 2 - 4     | Lusitano           | 2 - 2  | 0 - 2   |           |  |
| Belenenses       | 7 - 1     | Oriental Lisbona   | 3 - 0  | 4 - 1   |           |  |
| Beira-Mar        | 9 - 1     | Almada             | 3 - 1  | 6 - 0   |           |  |
| Alhandra         | 2 - 5     | Tirsense           | 1 - 2  | 1 - 3   |           |  |

## Secondo turno
- Varzim

|                    | Risultato |                   | Andata | Ritorno |  |
| ------------------ | --------- | ----------------- | ------ | ------- |  |
| Vitória Setúbal    | 5 - 1     | Sintrense         | 3 - 0  | 2 - 1   |  |
| Braga              | 3 - 1     | Atlético CP       | 2 - 0  | 1 - 1   |  |
| Peniche            | 0 - 4     | Belenenses        | 0 - 0  | 0 - 4   |  |
| Montijo            | 4 - 5     | Beira-Mar         | 4 - 0  | 0 - 5   |  |
| Lusitano           | 1 - 11    | Benfica           | 1 - 3  | 0 - 8   |  |
| Leixões            | 3 - 2     | Tirsense          | 3 - 1  | 0 - 1   |  |
| Porto              | 4 - 3     | CUF Barreiro      | 3 - 2  | 1 - 1   |  |
| Penafiel           | 1 - 7     | Vitória Guimarães | 1 - 2  | 0 - 5   |  |
| Académico de Viseu | 2 - 10    | Sanjoanense       | 1 - 1  | 1 - 9   |  |
| Académica          | 11 - 3    | Leça              | 2 - 1  | 9 - 2   |  |

## Terzo turno
- Vitória Setúbal

|                   | Risultato |             | Andata | Ritorno |  |
| ----------------- | --------- | ----------- | ------ | ------- |  |
| Vitória Guimarães | 1 - 7     | Braga       | 1 - 2  | 0 - 5   |  |
| Ténis Bissau      | 3 - 11    | Beira-Mar   | 0 - 6  | 3 - 5   |  |
| Varzim            | 3 - 4     | Sanjoanense | 1 - 2  | 2 - 2   |  |
| Leixões           | 4 - 1     | Marítimo    | 1 - 1  | 3 - 0   |  |
| Benfica           | [ 1 ]     | Angrense    | 0 - 0  |         |  |
| Belenenses        | 1 - 2     | Porto       | 1 - 1  | 0 - 1   |  |
| Aviação           | 1 - 9     | Académica   | 0 - 7  | 1 - 2   |  |

## Quarti di finale
|                 | Risultato |         | Andata | Ritorno |  |
| --------------- | --------- | ------- | ------ | ------- |  |
| Vitória Setúbal | 6 - 0     | Leixões | 3 - 0  | 3 - 0   |  |
| Sanjoanense     | 3 - 5     | Porto   | 1 - 3  | 2 - 2   |  |
| Beira-Mar       | 3 - 7     | Braga   | 0 - 3  | 0 - 0   |  |
| Académica       | 3 - 2     | Benfica | 2 - 0  | 1 - 2   |  |

## Semifinali
|           | Risultato |                 | Andata | Ritorno |  |
| --------- | --------- | --------------- | ------ | ------- |  |
| Porto     | 4 - 7     | Vitória Setúbal | 0 - 3  | 4 - 4   |  |
| Académica | 6 - 2     | Braga           | 2 - 1  | 4 - 1   |  |

## Finale
| Arbitro: | Heliodoro Garcia (Lisbona) |

|                           |           |                                        |
| Celestino 5’ Ernesto 117’ | Marcatori | 43’ José Maria 97’ Guerreiro 144’ João |

| Académica | Vitória Setúbal |

### Formazioni
| Académica    |    |                   |
|              |    |                   |
| POR          | 1  | João Maló         |
| DIF          |    | Rui Rodrigues     |
| DIF          |    | Vieira Nunes      |
| DIF          | 2  | Celestino Bárbara |
| DIF          |    | António Marques   |
| CEN          |    | Vítor Campos      |
| CEN          |    | Toni              |
| ATT          |    | Artur Jorge       |
| ATT          | 10 | Augusto Rocha ()  |
| ATT          |    | Serafim Pereira   |
| ATT          |    | Ernesto Sousa     |
| Sostituiti:  |    |                   |
| Allenatore:  |    |                   |
| Mário Wilson |    |                   |

| Vitória Setúbal |   |                   |
|                 |   |                   |
| POR             | 1 | Dinis Vital       |
| DIF             |   | Joaquim Conceição |
| DIF             |   | Herculano         |
| CEN             |   | Manuel Leiria     |
| CEN             |   | Carriço           |
| CEN             |   | Pedras            |
| CEN             |   | Fernando Tomé     |
| ATT             |   | Vítor Baptista    |
| ATT             |   | Jacinto João      |
| ATT             |   | José Maria ()     |
| ATT             |   | Félix Guerreiro   |
| Sostituiti:     |   |                   |
| Allenatore:     |   |                   |
| Fernando Vaz    |   |                   |